# Nukleofilní substituce

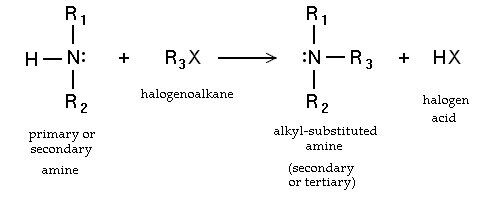
alkylace aminů

Nukleofilní substituce je pojmenování třídy reakcí v organické chemii a biochemii, kde atakující činidlo (nukleofil) vstupující do reakce musí mít volný elektronový pár nebo záporný náboj, protože odstupující skupina (nukleofug) odchází z původní vazby s dvojicí elektronů. Nukleofug musí být také nukleofilní povahy (podle pravidla, že odstupující skupina musí mít stejnou povahu jako přistupující (atakující) činidlo). Nukleofilní substituce může být dobře využitelná na zabrání místa na alifatickém (nasyceném) uhlíku nebo (méně často) na aromatickém nebo na jiných nasycených uhlíkových centrech. Obecný zápis reakce je následující:
Nuc: + R-LG → R-Nuc + LG:
Elektronový pár (:) na nukleofilu atakuje substrát (R-LG), vytvářejíc novou vazbu, zatímco odstupující skupina (LG – z angl. leaving group) odchází s elektronovým párem. Hlavním produktem je v tomto případě R-Nuc.
Příkladem nukleofilní substituce je hydrolýza alkylbromidů (R-Br) v alkalickém prostředí, kde atakující nukleofil je OH− a odcházející skupina je Br−.
R-Br + OH− → R-OH + Br−

## Nukleofilní substituční reakce
V organické chemii existuje velké množství reakcí, které probíhají tímto mechanismem. Běžné reakce jsou
- Organická redukce pomocí hydridu

R-X → R-H použitím LiAlH4 (SN2)
- Hydrolytická reakce jako:

R-Br + OH− → R-OH + Br− (SN2) nebo
R-Br + H2O → R-OH + HBr (SN1)
- Williamsova syntéza

R-Br + OR '− → R-OR' + Br− (SN2)
- Wenkerova syntéza, která uzavírá kruh u aminoalkoholů
- Finkelsteinova reakce je reakce výměny halogenidu, avšak při Perkovově reakci a Michaelisově-Arbuzově reakci se použije nukleofil s nukleofilním centrem na fosforu.

## Nukleofilní substituce na nasyceném uhlíkovém centru

### SN1 a SN2 reakce
V roce 1953 Edward D. Hughes a Christopher Ingold studovali nukleofilní substituci alkylhalogenidů a příbuzných sloučenin. Zjistili, že existují dva hlavní mechanismy účinku, přičemž navzájem soutěží. Jsou to SN1 reakce a SN2 reakce (S jako substituce, n jako nukleofilní a číslo vyjadřuje kinetický řád reakce).
Při reakci typu SN2 probíhá adice nukleofilu a eliminace odstupující skupiny simultánně. Nastává tam, kde je centrální atom snadno dostupný pro nukleofil. Naproti tomu reakce typu SN1 probíhá ve dvou stupních. Tento typ mechanismu se více prosazuje tehdy, když je centrální uhlíkový atom substrátu obklopen objemnými skupinami, protože takové skupiny stéricky interferují s SN2 a protože vysoce substituovaný uhlík vytváří stabilní karbokation. Z počátku bylo určení třídy nukleofilní substituce složité, protože se řídilo posloupností derivátů uhlovodíků: Reakční kinetika se mění postupně od prvního řádu k řádu druhému. Řády jsou ovlivněny odlišnými faktory. SN1 reaktivita roste v posloupnosti (pro alifatické halogenderiváty) CH3-X < primárně < sekundární < terciární, zatímco SN2 roste terciární> sekundární> primární> CH3-X. Celková reaktivita je určena součtem reaktivity dvou řádů a platí pořadí: CH3-X> primární> terciární> sekundární.
| Kinetika                        | Řád = k [RX]                                       | Řád = k [RX] [Nuc]                        |                                                                            |
| Primární alkyl                  | Neprobíhá, pokud není stabilizovaný další skupinou | Probíhá dobře pokud není bráněna          |                                                                            |
| Sekundární alkyl                | Střední                                            | Střední                                   |                                                                            |
| Terciární alkyl                 | Výborná                                            | Neprobíhá                                 | Možná eliminace jestliže zahřejeme soustavu nebo použijeme silný nukleofil |
| Odstupující skupina             | Významná                                           | Významná                                  | Pro halogenidy, I> Br> Cl >> F                                             |
| Nukleofilie                     | Nepodstatná                                        | Podstatná                                 |                                                                            |
| Preferované rozpouštědlo        | Polární protické                                   | Polární aprotické                         |                                                                            |
| Stereochemie                    | Racemizace (+ možná částečná inverze)              | Inverze                                   |                                                                            |
| Změna uspořádání (karbokationu) | Běžná                                              | Vzácná                                    | Boční reakce                                                               |
| Eliminace                       | Běžná, hlavně se zásaditými nukleofily             | Jen po zahřátí a se zásaditými nukleofily | Boční reakce spec. po zahřátí                                              |

### Ostatní mechanismy
Vedle SN1 a SN2 jsou známé i jiné mechanismy, ale nevyskytují se často. Mechanismus SNi byl pozorován v reakci sulfinylchloridů s alkoholy. Je téměř stejný jako SN1, s rozdílem přístupu nukleofilu ze stejné strany jako odstupující skupina.
Nukleofilní substituce může být spojena s posunem dvojné vazby, což můžeme pozorovat například ve Ferrierově posunu. Tento typ je nazýván jako reakce SN1 'nebo SN2', podle kinetiky. Například při reakcí allylhalogenidů nebo sulfonátů nukleofil může atakovat γ-nenasycený uhlík, namísto uhlíku nesoucího odstupující skupinu. Můžeme to pozorovat při reakcí 1-chlor-but-2-enu s hydroxidem sodným, kde vzniká směs 2-buten-1-olu a 3-buten-1-olu.
CH3CH = CH-CH2-Cl + NaOH → CH3CH = CH-CH2-OH + CH3CH (OH) -CH = CH2
V anorganické chemii se ještě vyskytuje SN1CB mechanismus.

## Nukleofilní substituce na nenasyceném uhlíkovém centru
Nukleofilní substituce mechanismem Sn1 a Sn2 obvykle neprobíhá u vinyl- a arylhalogenidů nebo příbuzných sloučenin. Za jistých okolností může proběhnout, ale jinými mechanismy a při specifických podmínkách- obvykle vysoká teplota a tlak. Pokud se má substituovat karbonylová skupina, acylová skupina může podlehnout nukleofilní acylové substituci. Je to obvyklý způsob substituce s deriváty karboxylových kyselin, jako acylchloridů, esterů a amidů.